# Камджатхан

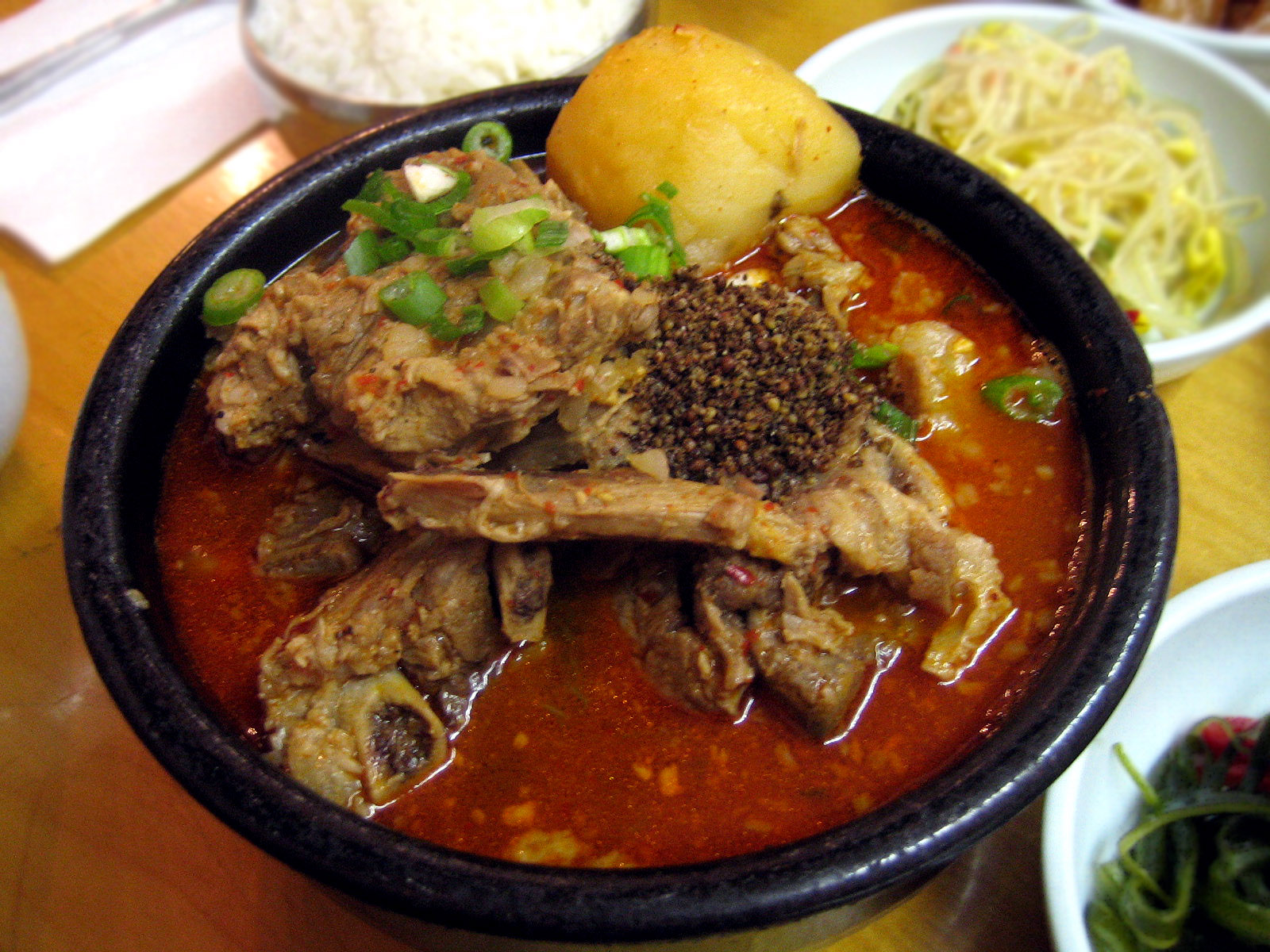
Камджатхан

Камджатхан (кор. 감자탕, картофельный суп) — корейский острый суп
со свиным хребтом и овощами, в частности, с картофелем, а также красным перцем.
Позвоночник обычно отделяется. Как правило, это блюдо подают поздним вечером или даже ночью, но в принципе, он может употребляться во время обеда или ужина. Корейцы часто используют суп как закуску к соджу.

## История
Происхождении названия супа точно неизвестно; но в основном есть две точки зрения: в супе содержится много «камджа» (рус. картофель), а также слово «камджа» является синонимом свиного позвоночника.